# Villa Koliba
Villa Koliba je muzej u Zakopanima u Poljskoj, dio Muzeja Tatri. Napravljena je u zakopanskome stilu. Važan je dio kulture poljskih Karpata.
Vila je sagrađena između 1892. i 1893. godine, temeljena na projektu Stanisława Witkiewicza. To je bila prva građevina ikada podignuta u zakopanskome stilu. Villa Koliba je registrirani poljski spomenik od 1983. godine. Ime "koliba" potječe iz iste riječi u regionalnom dijalektu poljskoga jezika, etničke skupine Gorala što znači pastirska koliba.
Vila je izgrađena za Zygmunta Gnatowskoga. Gnatowski je trebao zgradu gdje bi mogao pohraniti svoju zbirku etnografskih artefakata. Izvorno je imao za cilj izgraditi jednostavnu kolibu temeljenu na postojećoj podhalskoj arhitekturi, ali ga je Stanisław Witkiewicz uvjerio da umjesto toga izgradi kuću u novome zakopanskome stilu. Witkiewicz, tada već poznati umjetnik, želio je uvesti novi lokalni stil arhitekture po uzoru na kuće u švicarskome narodnome stilu. Witkiewicz je namjeravao uvesti nacionalnu raznolikost rustikalne arhitekture u Poljsku, a svoje skice temeljio je na lokalnim ukrasnim motivima.